# Heimer Sjöblom
Jonas Andreas Heimer Sjöblom, född 13 juni 1910 i Norrtälje, Stockholms län, död 17 november 2001 i Sankt Matteus församling, Stockholms län, var en svensk kompositör, dirigent, organist och musiklärare. Han var organist i Mjölby församling och Sankt Matteus församling.

## Biografi
Heimer Sjöblom föddes 1910 och var son till målarmästaren Anders Gustaf Fridolf Sjöblom och Anna Erika Johansson. Hans far ledde även missionskyrkans kör. Sjöblom hade åtta syskon och alla musicerade i hemmet. Han komponerade sitt första musikstycken 1927.  1928 började han studera vid Kungl. Musikkonservatoriet i Stockholm. Under utbildningen hade han Oskar Lindberg i harmonilära och Otto Olsson i orgel. Han tog 1932 högre organistexamen, kantorsexamen och musiklärarexamen. Under utbildningen studerade han även kontrapunkt instrumentation och komposition för Ernst Ellberg. 1936 blev Sjöblom organist i Mjölby församling och musiklärare vid Mjölby samrealskola. Under tiden i Mjölby var han dirigent för Mjölby kyrkokör, Mjölby ungdomskör och Mjölby koralkör. 1937 blev han även dirigent för Manskören Sångarbröderna. Sjöblom blev även 1940 dirigent för Mjölby musiksällskap.
1956 slutade han i Mjölby och blev organist Sankt Matteus församling i Stockholm. Där kom han även att leda kyrkans symfoniorkester. Han pensionerades från tjänsten 1975. Sjöblom valdes 1980 in i Föreningen svenska tonsättare. Sjöblom avled 17 november 2001 i Sankt Matteus församling, Stockholm.

## Musikverk

### Orkester
- Concertino för orgel och stråkorkester.[6]

### Kammarmusik
- I andlig folkton för trumpet eller klarinett och orgel eller piano.[7]

- Stråkkvartett, op. 42.[8]

- Tre stycken för vibrafon, marimba och xylofon.[9]

1. Klockspel (Chime)
2. Etyd (Exercise)
3. Fantasi (Imagination)

- Cantilena för flöjt och orgel eller piano.[10]

### Orgel
- Din sol går bort, men du blir när, op. 36d.[11]

- Fantasi och fuga, op. 40.[12]

### Kör
- Att bedja är ej endast att begära för solist och fyrstämmig kör (SATB). Text av Stina Anderson.[13]

- Herren är min herde för orgel och fyrstämmig kör (SATB).[14]

- Din sol går bort, men du blir när för fyrstämmig kör (SATB).[15]

- Ännu en kort tid för fyrstämmig kör (SATB).[16]

- Vi går nu upp till Jerusalem för kör och orgel.[17]

- Jag är den gode herden för fyrstämmig kör (SATB).[18]

- Roslagen, op. 20. För fyrstämmig kör (SATB) och symfoniorkester. Text av Erik Axel Karlfeldt.[19]